# أبو معاذ البصري
أبو معاذ البصري أو أبو معان، راوي حديث مجهول من تبع التابعين. روى له الترمذي وابن ماجة.

## روايته للحديث النبوي
- روى عن: أنس بن مالك، ومحمد بن سيرين.
- روى عنه: عمار بْن سيف الضبي.[1]
- الجرح والتعديل: روى له التِّرْمِذِيّ، وابن مَاجَهْ.[1]